# Eucalathis magna
Eucalathis magna är en armfotingsart som beskrevs av Cooper 1981. Eucalathis magna ingår i släktet Eucalathis och familjen Chlidonophoridae. Inga underarter finns listade i Catalogue of Life.